# Aminopterin
Aminopterin (4-aminopterojska kislina) je 4-amino derivat folne kisline, ki izkazuje imunosupresivno in citostatično delovanje. Aminopterin je sintezni derivat pterina. Deluje kot encimski zaviralec, ker se veže na vezišča encima dihidrofolat reduktaze (namesto fiziološkega substrata - folne kisline) in s tem zavre sintezo tetrahidrofolata. Posledično pride do motenj nastajanja nukleotidov in s tem do zaviranja sinteze DNK, RNK in beljakovin.
Aminopterin se je nekoč uporabljal za zdravljenje raka, dandanes pa ga je povsem nadomestil metotreksat, ki je spojina s podobno strukturo. Ponekod se še vedno uporablja kot rodenticid.
Leta 2007 se je v ZDA pojavil škandal z aminopterinom, ko so v okoli 100 vrst hrane za pse in mačke dokazali znatne količine spojine (nad 40 ppm). Hrano so umaknili iz prodaje. Aminopteridina pri živih živalih ni mogoče dokazati. Obstajajo sumi na nefrotoksično delovanje (strupen učinek na ledvice), vendar nedvomnih dokazov o njegovem delovanju na zdravje prizadetih živali ni.
Kot antagonist folne kisline se je včasih uporabljal zaradi svoje teratogenosti uporabljal za sprožitev splava.